# Saison 1919-1920 de la LNH
Saison précédente Saison suivante
La saison 1919-20 est la troisième saison de la Ligue nationale de hockey. Chaque équipe joue 24 parties.

## Saison régulière
Après la saison précédente, la LNH est au bord du gouffre. Mais la situation s'améliore quand deux franchises rejoignent la ligue : les Arenas de Toronto, qui ont suspendu leurs opérations au milieu de la saison précédente, trouvent un nouveau propriétaire une journée avant le début de la saison régulière et deviennent les Saint-Patricks de Toronto ; les Bulldogs de Québec, qui n'ont pas participé aux deux premières saisons en raison de soucis financiers, débutent aussi la saison.
Joe Malone marque 7 buts le 31 janvier 1920 lors d'un match qui se termine sur le score de 10-6 ; un record toujours d'actualité en 2015.

### Classement
La saison étant divisée en deux parties, un classement est établi à l'issue de ces deux parties de saisons. Les deux équipes finissant en tête de ces deux classements se rencontrent en finale de la LNH. Si la même équipe remporte les deux parties de la saison, elle accède directement en finale de la Coupe Stanley.
| Clt   | Équipe   | PJ | V | D  | N | BP | BC | Pts |
| ----- | -------- | -- | - | -- | - | -- | -- | --- |
| +001, | Ottawa   | 12 | 9 | 3  | 0 | 59 | 23 | 18  |
| +002, | Montréal | 12 | 8 | 4  | 0 | 62 | 51 | 16  |
| +003, | Toronto  | 12 | 5 | 7  | 0 | 52 | 62 | 10  |
| +004, | Québec   | 12 | 2 | 10 | 0 | 44 | 81 | 4   |

| Clt   | Équipe   | PJ | V  | D  | N | BP | BC | Pts |
| ----- | -------- | -- | -- | -- | - | -- | -- | --- |
| +001, | Ottawa   | 12 | 10 | 2  | 0 | 62 | 41 | 20  |
| +002, | Toronto  | 12 | 7  | 5  | 0 | 67 | 44 | 14  |
| +003, | Montréal | 12 | 5  | 7  | 0 | 67 | 62 | 10  |
| +004, | Québec   | 12 | 2  | 10 | 0 | 47 | 96 | 4   |

- Qualifié pour les séries éliminatoires

### Classement des pointeurs
| Joueur          | Équipe   | PJ | B  | A  | Pts |
| --------------- | -------- | -- | -- | -- | --- |
| Joe Malone      | Québec   | 24 | 39 | 10 | 49  |
| Newsy Lalonde   | Montréal | 23 | 37 | 9  | 46  |
| Frank Nighbor   | Ottawa   | 23 | 26 | 15 | 41  |
| Corb Denneny    | Toronto  | 24 | 24 | 12 | 36  |
| Jack Darragh    | Ottawa   | 23 | 22 | 14 | 36  |
| Reg Noble       | Toronto  | 24 | 24 | 9  | 33  |
| Amos Arbour     | Montréal | 22 | 14 | 12 | 26  |
| Cully Wilson    | Toronto  | 23 | 20 | 6  | 26  |
| Didier Pitre    | Montréal | 22 | 14 | 12 | 26  |
| Punch Broadbent | Ottawa   | 21 | 19 | 6  | 25  |

### Classement des gardiens
| Joueur         | Équipe   | PJ | Min  | BC  | Bl | Moy  |
| -------------- | -------- | -- | ---- | --- | -- | ---- |
| Clint Benedict | Ottawa   | 24 | 1443 | 64  | 5  | 2,66 |
| Ivan Mitchell  | Toronto  | 16 | 830  | 60  | 0  | 4,34 |
| Georges Vézina | Montréal | 24 | 1456 | 113 | 0  | 4,66 |
| Frank Brophy   | Québec   | 21 | 1249 | 148 | 0  | 7,11 |

## Série éliminatoire de la Coupe Stanley
Les Sénateurs ayant remporté les deux moitiés de la saison régulière, ils sont qualifiés d'office pour la finale de la Coupe Stanley sans avoir à jouer une série contre une autre équipe de la LNH. Ils gagnent ainsi le trophée O'Brien.
Pour représenter l'Association de hockey de la Côte du Pacifique les Metropolitans de Seattle sortent vainqueurs dans une lutte où seulement deux victoires séparent les trois équipes.
Toutes les parties doivent être jouées à Ottawa, mais le temps chaud force les équipes à jouer les deux dernières rencontres à Toronto.

### Finale de la Coupe Stanley
| 22 mars | Ottawa | 3-2 (0-1, 1-1, 2-0) | Seattle | The Arena 7 500 spectateurs |

| Feuille de match | Feuille de match                                          | Feuille de match    | Feuille de match                                | Feuille de match    |
| ---------------- | --------------------------------------------------------- | ------------------- | ----------------------------------------------- | ------------------- |
|                  | - Nighbor — 34 min 15 s Nighbor — 50 min Darragh — 56 min | 0-1 0-2 1-2 2-2 3-2 | Foyston — 10 min 25 s Foyston — 26 min 45 s - - | Arbitrage : Smeaton |
| Benedict         | Gardiens                                                  | Holmes              |                                                 | Arbitrage : Smeaton |
|                  |                                                           |                     |                                                 | Arbitrage : Smeaton |
|                  |                                                           |                     |                                                 | Arbitrage : Smeaton |

| 24 mars | Ottawa | 3-0 (1-0, 0-0, 2-0) | Seattle | The Arena |

| Feuille de match | Feuille de match                                  | Feuille de match | Feuille de match | Feuille de match    |
| ---------------- | ------------------------------------------------- | ---------------- | ---------------- | ------------------- |
|                  | Darragh — 14 min Gerard — 46 min Nighbor — 59 min | 1-0 2-0 3-0      | - -              | Arbitrage : Smeaton |
| Benedict         | Gardiens                                          | Holmes           |                  | Arbitrage : Smeaton |
|                  |                                                   |                  |                  | Arbitrage : Smeaton |
|                  |                                                   |                  |                  | Arbitrage : Smeaton |

| 27 mars | Ottawa | 1-3 (1-1, 0-1, 0-1) | Seattle | The Arena |

| Feuille de match | Feuille de match    | Feuille de match | Feuille de match                                        | Feuille de match    |
| ---------------- | ------------------- | ---------------- | ------------------------------------------------------- | ------------------- |
|                  | Boucher — 6 min - - | 1-0 1-1 1-2 1-3  | - Foyston — 9 min Foyston — 32 min Rickey — 49 min 30 s | Arbitrage : Smeaton |
| Benedict         | Gardiens            | Holmes           |                                                         | Arbitrage : Smeaton |
|                  |                     |                  |                                                         | Arbitrage : Smeaton |
|                  |                     |                  |                                                         | Arbitrage : Smeaton |

| 30 mars | Ottawa | 2-5 (0-2, 2-1, 0-2) | Seattle | Arena Gardens |

| Feuille de match | Feuille de match                          | Feuille de match            | Feuille de match                                                                  | Feuille de match    |
| ---------------- | ----------------------------------------- | --------------------------- | --------------------------------------------------------------------------------- | ------------------- |
|                  | - Nighbor — 22 min - Nighbor — 31 min - - | 0-1 0-2 1-2 1-3 2-3 2-4 2-5 | Foyston — 3 min Rowe — 8 min - Walker — 28 min - Rickey — 42 min Foyston — 45 min | Arbitrage : Smeaton |
| Holmes           | Gardiens                                  | Benedict                    |                                                                                   | Arbitrage : Smeaton |
|                  |                                           |                             |                                                                                   | Arbitrage : Smeaton |
|                  |                                           |                             |                                                                                   | Arbitrage : Smeaton |

| 1 avril | Ottawa | 6-1 (1-1, 0-0, 5-0) | Seattle | Arena Gardens |

| Feuille de match | Feuille de match                                                                                            | Feuille de match            | Feuille de match  | Feuille de match    |
| ---------------- | --- | --------------------------- | ----------------- | ------------------- |
|                  | - Boucher — 14 min Darragh — 45 min Gerard — 50 min Darragh — 53 min Darragh — 54 min Nighbor — 54 min 30 s | 0-1 1-1 2-1 3-1 4-1 5-1 6-1 | Rowe — 10 min - - | Arbitrage : Smeaton |
| Holmes           | Gardiens | Benedict                    |                   | Arbitrage : Smeaton |
|                  | |                             |                   | Arbitrage : Smeaton |
|                  | |                             |                   | Arbitrage : Smeaton |

Ottawa gagne la série 3 matchs à 2